# Mestizo (rapper)
Mestizo, pseudonimo di Jeremy Catolico (San Jose, 6 marzo 1981), è un rapper statunitense.

## Biografia
Mestizo debuttò da solista nel 2004 con l'album Life Like Movie, uscito per la Galapagos4. Durante l'anno seguente pubblicò Blindfaith, una collaborazione con Mike Gao. Nel 2007 uscì Dream State registrato assieme a Julian Code, Murs, Qwel e 2Mex. Mestizo apparve anche in brani di altri artisti come Man or Machine di K-the-I??? e Vaya Con El Diablo dei Sole and the Skyrider Band. Nel 2017 Mestizo e Doseone pubblicarono A7pha, attribuito all'omonimo progetto. Mestizo viene ricordato per aver cofondato l'etichetta Machina Muerte.

## Discografia parziale
- 2004 – Life Like Movie
- 2005 – Blindfaith (con Mike Gao)
- 2007 – Dream State
- 2010 – Elecholo
- 2012 – Humansuit (con Isaiah Toothtaker)
- 2012 – De'Nir
- 2012 – Slocaine (con Uome)
- 2017 – A7pha (con Doseone, come A7pha)
- 2020 – Couch (con Controller 7)